# Universal Music Latin Entertainment
Universal Music Latin Entertainment (UMLE) is een dochteronderneming van Universal Music Group en een platenmaatschappij die gespecialiseerd is in de productie en distributie van Latijns-Amerikaanse muziek in Mexico, de Verenigde Staten en Puerto Rico. Voor de distributie van de muziek buiten deze landen doet UMLE beroep op Universal Music Group.
UMLE omvat bekende Latijns-Amerikaanse muzieklabels zoals Universal Music Latino, Fonovisa Records, Universal Music Mexico, Capitol Latin, Machete Music en Disa Records.
De platenmaatschappij werd opgericht in 2008 na de overname van Univision Music Group, waarbij het werd samengevoegd met de Latijns-Amerikaanse artiesten van Universal Music en veel van de Latijns-Amerikaanse backcatalogus (muzikale archief) van UMG.

## Labels

### Fonovisa Records
Fonovisa Records, verworven in 2002 door Univision Music Group en sinds mei 2008 onderdeel van UMLE, is het grootste label voor regionale Mexicaanse muziek en heeft sinds 1984 talloze Latijns-Amerikaanse sterren gelanceerd. Bekende artiesten zijn onder andere Marco Antonio Solís, La Banda el Recodo, Conjunto Primavera, Los Temerarios en Los Tigres del Norte.

### Disa Records
Disa Records (opgericht als Discos Sabinas) is het op één na grootste label voor regionale Mexicaanse muziek en vertegenwoordigt meer dan 50 artiesten, waaronder Grupo Bryndis, Liberación en El Poder del Norte.

### Machete Music
Machete Music is gespecialiseerd in reggaeton en vertegenwoordigt topartiesten zoals Daddy Yankee, Don Omar en Ivy Queen.

### Universal Music Latino
Opgericht in 1997 en gericht op Latijns-Amerikaanse muziek, vertegenwoordigt het artiesten zoals Luis Fonsi, Juanes en Paulina Rubio.

### Capitol Latin
Na de overname van EMI Music door Universal Music Group in 2012 werd Capitol Latin samengevoegd met UMLE.

### Aftercluv Dance Lab
Opgericht in 2014 en gericht op elektronische Latijns-Amerikaanse muziek, met artiesten zoals 3Ball MTY en Buraka Som Sistema.

## Huidige artiesten
Hieronder staat een lijst van artiesten die momenteel zijn verbonden aan Universal Music Latin Entertainment.
- 3Ball MTY
- Aaron Emanuel
- Adrian Monroy
- Alejandro Fernández
- Alejandro Sanz
- Alex Midi
- Alex Sensation
- Alkilados
- Allan Ramirez
- Alvaro Diaz
- Álvaro Soler
- Alx Veliz
- America Sierra
- Andrea Bocelli
- Anahí
- Anitta
- AtellaGali
- BAD GYAL
- Banda Carnaval
- Banda El Recodo
- Banda Los Recoditos
- Banda Los Sebastianes
- Banda Rancho Viejo
- Belanova
- Beto Verdejo
- Brray
- Buraka Som Sistema
- Café Tacuba
- Cali y El Dandee
- Camila Fernández
- Charly Black
- Chino & Nacho
- Christian Pagan
- Chuy Liazaragga
- Chuy & Miguel
- Chris Jedi
- Club Banditz
- Código FN
- Coti
- Café Tacuba
- Daddy Yankee
- Danay Suarez
- Danna Paola
- David Bisbal
- David Bustamante
- Diego Moura
- Don Omar
- DRIMS
- Dulce María
- Ela Taubert
- El Bebeto
- El Dasa
- El Dusty
- Elvis Crespo
- Emmanuel
- Enigma Norteño
- Enjambre
- Eros Ramazzotti
- Eyes of Providence
- FABIAN
- Feid
- Gelab
- G Chini
- Gaby Music
- Grupo Bryndis
- Grupo Canaveral
- Grupo H100
- Grupo Sexto Sentido
- Hijos de Barrón
- Huichol Musical
- Greeicy
- Héctor el Father
- Intocable
- Ivy Queen
- Ivete Sangalo
- JD Pantoja
- J Balvin
- Jencarlos Canela
- Jerry Di
- Jesus Mendoza
- Joey Montana
- Joaquina
- Joaquina (muzikant)
- Jon Valentine
- Jossef
- Juan Gabriel
- Juan Luis Guerra
- Juan Magan
- Juanes
- Julian Mercado
- Julión Álvarez
- Juanka
- Karla Luna
- Karlos Rosé
- Karol G
- Kevin Roldán
- Kobi Cantillo
- La Arrolladora Banda El Limón
- La Bandononona Clave Nueva
- La Estructura
- La Maquinaria Norteña
- La Poderosa Banda San Juan
- La Santa Cecilia
- La Septima Banda
- Lasso
- Laura Denisse
- León Larregui
- Los Angeles Azules
- Los Bañales Juniors
- Los Hijos de Hernandez
- Los Horóscopos de Durango
- Los Primos MX
- Los Rakas
- Los Tigres del Norte
- Los Tres Tristes Tigres
- Los Tucanes de Tijana
- Lucero
- Luciano Pereya
- Luis Fonsi
- Luz Maria
- Mala Rodriguez
- Mafer Chavana
- Manny Manuel
- Manuel Carrasco
- Marcelo CIC
- Marco Antonio Solís
- Mariah Angeliq
- Malu Trevejo
- MLKMN
- Molotov (band)
- Mon Laferte
- Nashy Nashai
- Nino Freestyle
- Oriana
- Paola Guanche
- Paty Cantú
- Paula Fernandes
- Pedro Fernández (zanger)
- Pesado (band)
- Pirulo y la Tribu
- El Poeta Callejero
- Proyecto X
- Remmy Valenzuela
- Roberto Tapia
- RIZA
- RMAND
- ROA
- Rodrigo Aguilar "El Pantera"
- Saul "El Jaguar" Alarcón
- Sebastián Yatra
- Selena
- Sofia Castro
- Suzie Del Vecchio
- Tan Biónica
- TIMØ
- Tiempo Libre
- Tom & Collins
- Totoy El Frio
- Yunel Cruz
- Zoé

## Voormalige artiesten
- 24 Horas
- Alessandro Safina
- Alih Jey
- Amaury Gutiérrez
- Ana Isabelle
- ANG
- Babasónicos
- Cheo Feliciano
- Chenoa
- Christian Nodal
- Cristian Castro
- Diego Torres
- Domingo Quiñones
- Enrique Iglesias
- Franco De Vita
- Gloria Trevi
- Grupo Manía
- Gustavo Galindo
- Jandy Feliz
- Jason Flores Contreras
- Il Volo
- J-King & Maximan
- Jenni Rivera
- José Feliciano
- Jon Valentine
- Juan Velez
- Kevin Ceballo
- La Factoría
- Makano
- Manny Manuel
- Michael Stuart
- Myriam Hernández
- Oscar D'León
- Paulina Rubio
- R.K.M. & Ken-Y
- Rosana
- Sandy & Junior
- Sergio Dalma
- Soraya
- Tamara
- Toño Rosario
- Wisin & Yandel
- Yolandita Monge
- Zucchero